# Ziriab
 (mars 2020).
Si vous disposez d'ouvrages ou d'articles de référence ou si vous connaissez des sites web de qualité traitant du thème abordé ici, merci de compléter l'article en donnant les références utiles à sa vérifiabilité et en les liant à la section « Notes et références ».
Abu Hassan Ali ben Nafi (dit Ziriab ou bien Ziryab) ce qui signifie « oiseaux noir») dû a sa couleur de peau, né à Bagdad en 789 et mort  à Cordoue en 857, est un musicien et savant d’origine  Afro-Arabe
Il est l'une des principales figures de l'histoire de la musique arabo-andalouse au IXe siècle, dont il est considéré comme le père. 
Il introduisit le oud (luth arabe) en Andalousie après lui avoir ajouté une cinquième corde et en développant le jeu au plectre. C'est ce luth qui s'est ensuite répandu dans le reste de l'Europe. D'après le musicologue Azzouz El Houri, la Chanson de Roland fut sans doute jouée sur un luth de ce type. 
Ziryab était également homme de lettres, astronome et géographe. 
Il aurait influencé l'art de vivre en Andalousie : c'est lui qui aurait établi un ordre d'arrivée des plats et importé de l'Orient des recettes et une façon de faire.

## À Bagdad
Fils unique d'une famille kurde et persane, plutôt pauvre dont aucun autre enfant ne survécut, son père Nafi décida de s'installer à Bagdad alors que Ziryab, dit également Abu Hassan Ali Ibn Nafi, n'était qu'enfant. Il put y étudier la science, la littérature, la géographie et l'astronomie et fut un élève brillant. Mais il allait exceller dans un tout autre domaine (la musique) auprès de son maître perse Ishaq al-Mawsili (767-850), originaire de Mossoul, fils d'Ibrahim Al-Mawsili, qui avait introduit la musique dans la cour du Calife, et avait fondé à Bagdad le premier conservatoire de ce qui allait ensuite être appelé « musique arabo-musulmane. » 
On dit qu'à l'âge de douze ans, Ziryab savait déjà chanter à merveille et jouer de l'oud. À 19 ans, il améliora cet instrument d'origine, en lui ajoutant une cinquième corde et des barrettes. Ce luth à 5 cordes, à manche court, sans touche, à la caisse en forme d'amande fut considéré dans tout l'Orient comme le roi des instruments de la musique savante. 
Le monarque séduit par sa voix d'or et ses mélodies originales, le combla de cadeaux somptueux. En quelques années, le prestige du jeune chanteur surpassa celui d'Ibrāhīm al-Maws̩ilī « le rossignol kurde » (743-806), le plus célèbre musicien du royaume. Son maître Ishaq al-Mawsili en prit ombrage et succombant à la jalousie le menaça de prison ou de mort.

## L'exil à Cordoue

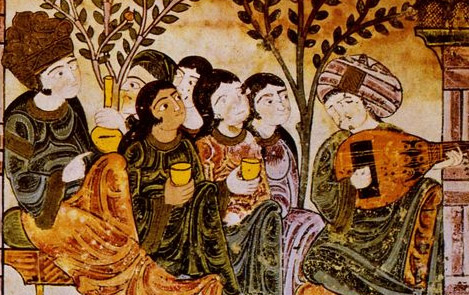
Joueur de oud dans un jardin. Miniature du Hadîth Bayâd wa Riyâd, manuscrit andalou, XIII.

Ziryab choisit l'exil, quitta Bagdad pour un séjour de quelques années à la cour des Aghlabides à Kairouan (Tunisie) où fêté comme à Bagdad, il s'attira les foudres de l'émir pour un poème frondeur. 
Il s'établit ensuite à Cordoue en 822, où l'Émir omeyade Abd al-Rahman II l'accueillit princièrement et le traita avec les plus grands honneur.
Ali ben Nâfi reçut deux cents pièces d'or par mois, d'abondants dons en nature, des maisons, des jardins et des champs valant une fortune. Ziryab avait un goût certain pour le luxe. Il introduisit à Cordoue des modes vestimentaires venues de Bagdad et les notables imitèrent son élégance et ses manières distinguées. Il apporta également le jeu d'échecs et le jeu de polo.

## Musicien et poète de génie
À son arrivée à Cordoue, il créa une école de musique, premier conservatoire d'Europe ouvert à tous, financé par la cassette du calife. Outre ses travaux qui firent le succès et le raffinement de la musique arabo-andalouse, Ziryab, artiste de génie, eut à son actif bien d'autres inventions artistiques majeures. 
Chanteur, il mit au point les techniques poétiques et vocales tel le mouachah ou zagal qui donnèrent naissance au flamenco. Compositeur, il créa un millier de poèmes mélodiques qui seront joués et chantés en Andalousie et dans tout le bassin méditerranéen. 
C'est encore Ziryab qui introduit à la cour le système des noubas, fondement de la tradition musicale andalouse. Nouba veut dire "attendre son tour". Chaque musicien, en effet, attendait son tour pour chanter devant le calife. Indissociable de la danse, la nouba est une suite de pièces vocales et instrumentales dont le nombre de mouvement et de pièces, basé sur les modes, s'est enrichi au fil des siècles. Ziryab introduisit dans les chœurs de la nouba des "chanteurs n'ayant pas mué", ces fameux castrats dont la voix charmera les mélomanes jusqu'à Rome, dans la chapelle pontificale. 
Technicien précis, Ziryab codifia le chant, limitant les improvisations. Pédagogue, il fit travailler ses élèves en les initiant à la pratique des vocalises. 
Musicien extraordinaire, il va explorer et tenter d'assimiler les musiques du Nord, les romanceros profanes, les musiques religieuses chrétiennes comme le chant grégorien qu'il transposera dans le malouf. 
Grâce à sa prodigieuse mémoire, c'est par lui que des milliers de chansons orientales de lointaine origine gréco-persane entrèrent en Andalousie. 
Mais Ziryab se révéla aussi un fin lettré, un poète précieux, qui perfectionna le sawf, délicat poème monorime. Il fut un conteur intarissable.

## Maître de l’élégance
Par son charisme et son talent, il devint l'arbitre de l'élégance d'Al-Andalus, y révolutionna les modes vestimentaires et la cosmétique. Il imposa à la Cour l'art raffiné de la cuisine orientale, celle des Mille et Une Nuits, et un ordre protocolaire strict pour l'ornement de la table et l'ordonnancement des mets. 
C'est au raffinement de Ziryab et à ses préceptes que l'on doit le remplacement des nappes en lin par celles de cuir ouvragé et celui des gobelets d'or ou d'argent par les coupes de cristal.  
Il apporta également dans une société musulmane réputée austère et fermée, surtout celle des femmes, et plus particulièrement aux recluses des harems et à leurs eunuques, les recettes secrètes de la magie et de la divination chaldéenne. 
Ziryab, au courant de tous les secrets de la cour, eut une grande influence sur l'émir Abd al-Rahman II et fut un de ses confidents et conseillers les plus écoutés. 
La petite histoire lui attribue de nombreuses bonnes fortunes, tant féminines que masculines.
Ziriab se maria à une fille de famille royale qui l'aida tout au long de son domaine qui est l'art andalous, et avec laquelle il eut trois enfants : deux garçons et une fille. Leur mariage se déroula luxueusement en Andalousie. Ils vécurent heureux à jamais, et même après la mort de son fidèle mari elle ne put se remarier et fit grandir ses enfants et les aima tout autant que son décédé mari jusqu'à son dernier souffle.
Tout à fait comme son affranchi Moulay Ghali El Châarif qui demeura près de lui depuis le début de sa route vers l'art. Celui-ci aimait aussi la jeune Meryem, fille d'un marchand de pommes et d'une tisseuse de draps dans le village qui resta auprès de la belle fille aux yeux noirs comme deux fidèles veuves, il ne leur demeura certes que leurs chers enfants.[style à revoir]